# Скрабл

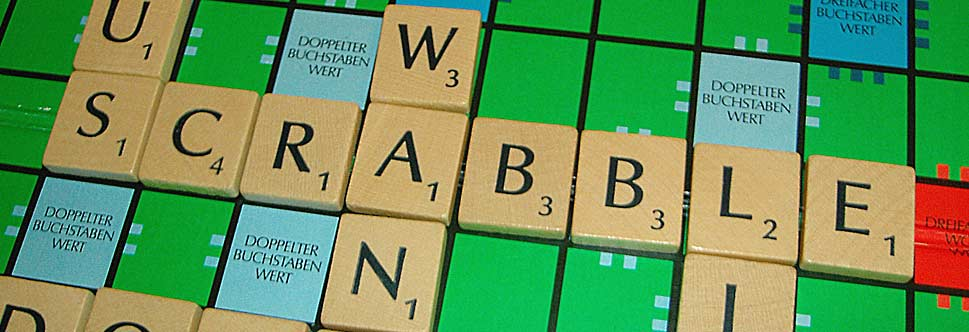
Фрагмент ігрового поля

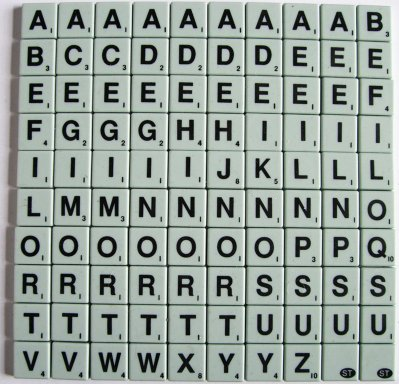
Англійський комплект літер. На кожній літері позначена кількість очок.

Скрабл, скребл (англ. Scrabble), іноді ерудит (з рос.) — настільна гра, в якій від 2 до 4 гравців складають слова з наявних букв на полі розміром 15 х 15. Презентація української версії гри відбулася 9 вересня 2009 року в м. Києві[неякісне джерело].

## Опис
Мета гри — набрати якомога більше балів, утворюючи слова. На кожному ході гравець може додати одну букву із набору літер, які є в його розпорядженні, так, щоб разом з новою літерою на полі утворилося якесь слово або кілька слів. Кількість очок за слово дорівнює сумі очок всіх літер в утвореному слові з урахуванням коефіцієнтів, які залежать від того поля, на яке виставляється літера. Літери дають різну кількість очок — популярні мало, рідкісні, такі, що з них важко утворювати слова, — багато. При неможливості утворення слова гравець пропускає хід і має право поміняти літери, що є в його розпорядженні. Перемагає той із гравців, хто набрав найбільшу кількість очок.

## Цікаві факти
Асторонавт Крістіан Гадфілд грав у скрабл на Міжнародній космічній станції, використовуючи дошку з текстильною застібкою.